# Łotewska Akademia Muzyczna im. Jāzepsa Vītolsa
Łotewska Akademia Muzyczna im. Jāzepsa Vītolsa (łot. Jāzepa Vītola Latvijas Mūzikas akadēmijā, wcześniej pod nazwą Konserwatorium Łotewskie) – łotewska uczelnia muzyczna z siedzibą w stolicy kraju, Rydze. 

## Historia
Początki Akademii Muzycznej w Rydze wiążą się z założonym przez Jāzepsa Vītolsa pod koniec 1919 roku Łotewskim Konserwatorium Państwowym. Do 1944 roku Vitols zarządzał tą placówką (z wyjątkiem lat 1935–1937, kiedy to uczelnią kierował Pauls Jozuus). W styczniu 1964 r. zmieniono nazwę uczelni na Łotewski Instytut Sztuki im. J. Vītolsa. W lipcu tego samego roku ponownie zmieniono nazwę instytucji na Konserwatorium Łotewskie im. Vītolsa. Pod obecną nazwą występuje od 1991 roku.

## Rektorzy
Rektorami Akademii byli: 
- Jāzeps Vītols (1919–1935)
- Pauls Jozuus (1935–1937)
- Alfrēds Kalniņš (1944–1948)
- Jēkabs Mediņš (1948–1950)
- Jānis Ozoliņš (1951–1977)
- Imants Kokars (1977–1990)
- Juris Karlsons (1990–2007)
- Artis Sīmanis (2007–2017)
- Guntars Prānis (2017–2024)
- Ilona Meija (od 2024)